# Орден Ленина
О́рден Ле́нина — высшая государственная награда СССР, учреждённая постановлением Президиума Центрального исполнительного комитета СССР от 6 апреля 1930 года.

## История создания

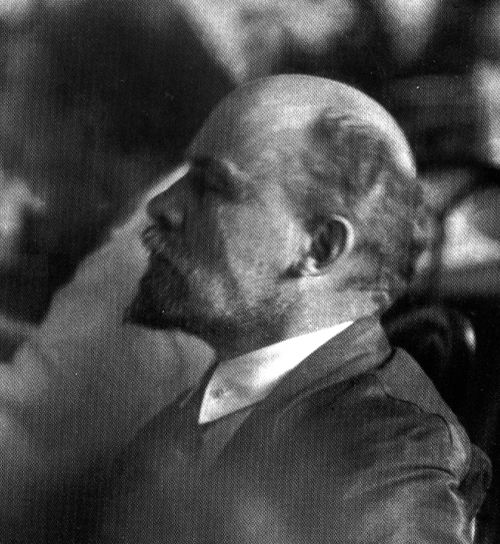
Фрагмент фотоснимка заседания II Конгресса Коминтерна в Москве, послуживший основой для барельефа (фотограф — В. К. Булла)

История ордена берёт своё начало 8 июля 1926 года, когда начальником Главного управления РККА В. Н. Левичевым было предложено выдавать новую награду — «орден Ильича» — лицам, уже имевшим четыре ордена Красного Знамени. Данная награда должна была стать высшим боевым знаком отличия. Однако, поскольку Гражданская война в России уже закончилась, проект нового ордена принят не был. В то же время Совет народных комиссаров СССР признавал потребность в создании высшей награды Советского Союза, вручаемой не только за военные заслуги.
В начале 1930 года работы над проектом нового ордена, получившего название «орден Ленина», были возобновлены. Художники фабрики «Гознак» в Москве получили задание создать рисунок ордена, основным изображением на котором должен был стать портрет Владимира Ильича Ленина. Из множества эскизов выбрали работу художника И. И. Дубасова, который взял за основу портрета фотографию Ленина, сделанную на II Конгрессе Коминтерна в Москве фотографом Виктором Буллой в июле—августе 1920 года. На ней Владимир Ильич запечатлён в левый профиль.
Весной 1930 года эскиз ордена был передан скульпторам Ивану Шадру и Петру Таёжному для создания макета. В этом же году первые ордена Ленина были изготовлены на фабрике «Гознак». Штамп для пробного образца «ордена Ленина» гравировал Алексей Пугачёв.
Орден учреждён постановлением Президиума ЦИК СССР 6 апреля, а его статут — 5 мая 1930 года. Постановлением от 11 января 1932 года утверждён порядок представления и рассмотрения ходатайств о награждении орденами СССР, а также порядок вручения их награждённым. В статут ордена и его описание вносились изменения Постановлением ЦИК СССР от 27 сентября 1934 года, указами Президиума Верховного Совета СССР от 19 июня 1943 года и от 16 декабря 1947 года.
Правила ношения ордена, цвет ленты и её размещение на наградной колодке были утверждены Указом Президиума Верховного Совета СССР «Об утверждении образцов и описание лент к орденам и медалям СССР и Правил ношения орденов, медалей, орденских лент и знаков отличия» от 19 июня 1943 года.
Указом Президиума Верховного Совета СССР от 28 марта 1980 года стату́т ордена утверждён в окончательной редакции.

## Статут
1. Орден Ленина является высшей наградой СССР за особо выдающиеся заслуги в революционном движении, трудовой деятельности, защите социалистического Отечества, развитии дружбы и сотрудничества между народами, укреплении мира и иные особо выдающиеся заслуги перед Советским государством и обществом.

2. Орденом Ленина награждаются:
- граждане СССР;
- предприятия, объединения, учреждения, организации, воинские части, военные корабли, соединения и объединения, союзные и автономные республики, края, области, автономные области, автономные округа, районы, города и другие населенные пункты.

Орденом Ленина могут быть награждены и лица, не являющиеся гражданами СССР, а также предприятия, учреждения, организации, населенные пункты иностранных государств.

3. Награждение орденом Ленина производится:
- за исключительные достижения и успехи в области экономического, научно-технического и социально-культурного развития советского общества, повышении эффективности и качества работы, за выдающиеся заслуги в укреплении могущества Советского государства, братской дружбы народов СССР;
- за особо важные заслуги в защите социалистического Отечества, укреплении обороноспособности Союза ССР;
- за выдающуюся революционную, государственную и общественно-политическую деятельность;
- за особо важные заслуги в развитии дружбы и сотрудничества между народами Советского Союза и других государств;
- за особо выдающиеся заслуги в укреплении социалистического содружества, развитии международного коммунистического, рабочего и национально-освободительного движения, в борьбе за мир, демократию и социальный прогресс;
- за иные особо выдающиеся заслуги перед Советским государством и обществом.

4. К награждению орденом Ленина за трудовые заслуги могут быть представлены, как правило, лица, самоотверженный труд которых ранее был отмечен другими орденами.

5. Орден Ленина вручается лицам, удостоенным звания Героя Советского Союза, звания Героя Социалистического Труда, а также городам и крепостям, которым присвоены соответственно звание «Город-Герой», звание «Крепость-Герой».

6. Орден Ленина носится на левой стороне груди и при наличии других орденов СССР располагается перед ними.

## Описание ордена
Внешний вид, размеры и материалы, используемые для изготовления ордена, многократно менялись, как в процессе создания, так и после его учреждения.
Первоначально в композицию, кроме венка из колосьев, обрамлявшего центральный круглый медальон, серпа и молота, букв «СССР», также входил треугольник в нижней части ордена, символизировавший союз рабочих, трудового крестьянства и интеллигенции. Данный вариант ордена не был утверждён.
Также предполагалось при повторном награждении орденом Ленина помещать в особом щитке в нижней части аверса ордена порядковый номер награждения, как это уже было сделано с орденом Красного Знамени. Однако идея помещать на ордене щитки с цифрами была отвергнута.
Варианты ордена Ленина, вручённые награждённым, можно разделить на четыре основных типа.

### I тип

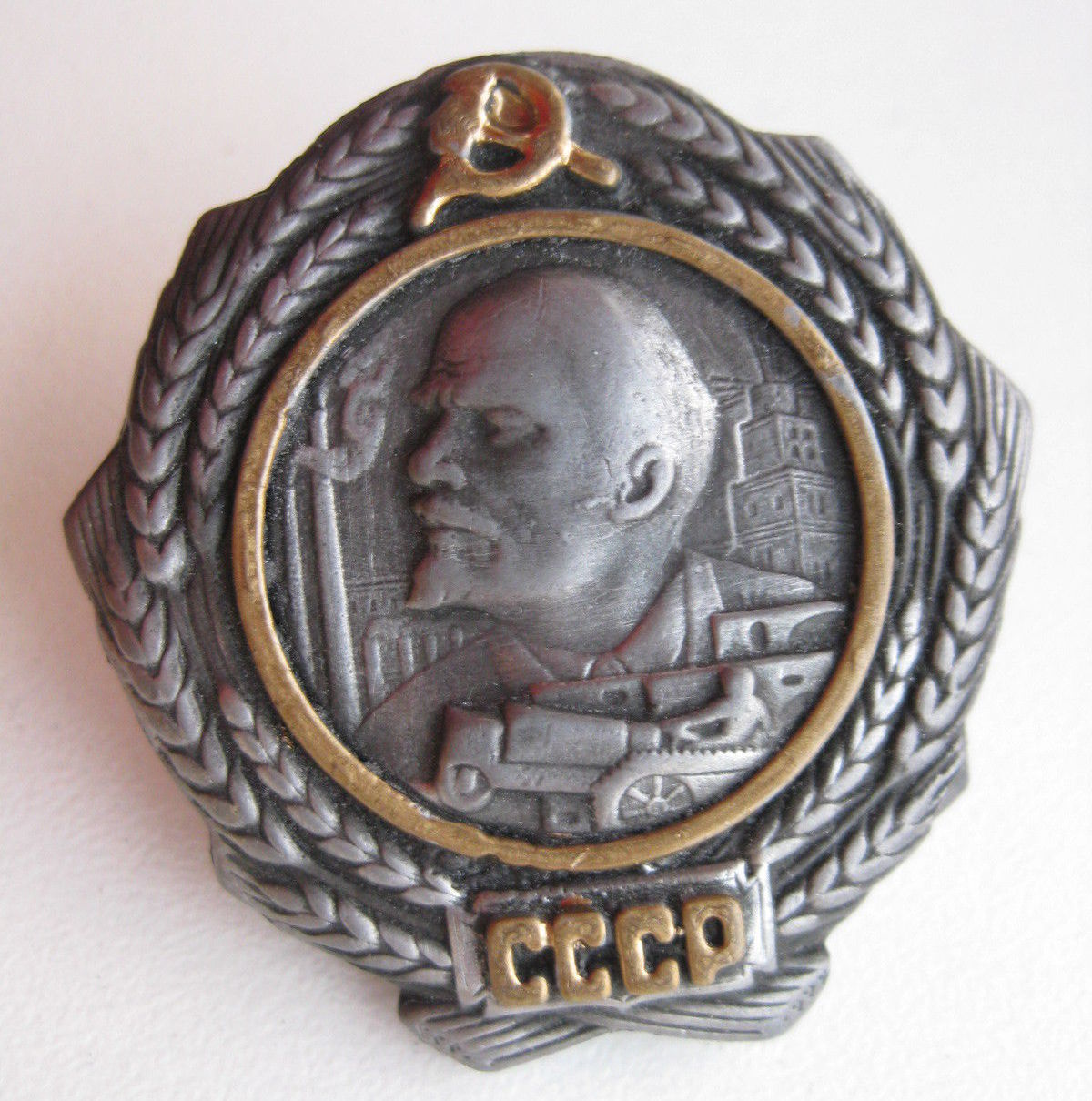
Орден Ленина первого типа (1930—1932)

Первый тип ордена Ленина был утверждён 23 мая 1930 года.
Орден Ленина образца 1930 года представлял собой круглый портрет-медальон с барельефом Ленина в центре и индустриальным пейзажем на заднем плане. Под барельефом Ленина помещалось изображение трактора. Медальон был окружён накладным золотым ободком, который крепился методом пайки. На лицевой стороне золотой ободок имел канавку, заполненную рубиново-красной эмалью. Вокруг медальона, снаружи от золотого ободка, располагались колосья пшеницы, на которые в верхней части знака были наложены позолоченный серп и молот, а в нижней части — надпись «СССР». Буквы надписи выполнены из золота и покрыты красной эмалью. Каждая буква являлась отдельным элементом и крепилась методом пайки.
Орден изготавливался из серебра 925 пробы. Размеры: высота — 38 мм, ширина — 37,5 мм.
Орден Ленина первого типа выпускали недолго, до февраля 1932 года. Одной из причин прекращения выпуска орденов данного типа послужило то, что другие награды СССР и даже некоторые нагрудные знаки были украшены цветными эмалями богаче, чем главная награда страны.
Было выпущено около 700 орденов первого типа.

### II тип

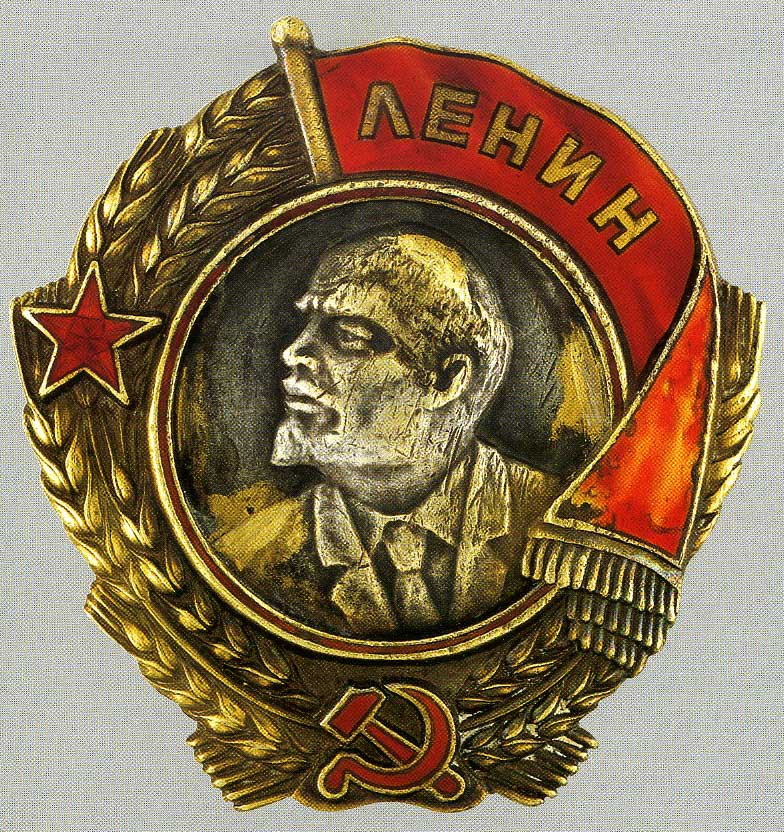
Орден Ленина второго типа (1934—1936)

Поскольку на ордене Ленина первого типа отсутствовали изображения основных пролетарских символов — красной звезды и красного знамени, решено было несколько изменить его внешний вид.
Новый статут ордена Ленина был утверждён Указом ЦИК СССР от 27 сентября 1934 года. Орден Ленина теперь изготавливался из золота 750-й пробы, а не из серебра. С аверса ордена исчезли изображения трактора и индустриального пейзажа, также исчезла надпись «СССР». На новом типе ордена появилось красное знамя с надписью «ЛЕНИН» и красная звезда. Серп и молот из верхней части ордена переместились в нижнюю часть. Красное знамя, красная звезда, серп и молот на ордене этого типа покрыты рубиново-красной эмалью. На центральный круглый портрет-медальон с изображением вождя нанесено серебрение. Колосья вокруг медальона имеют естественную золотую поверхность.
Размеры: высота — 38,5 мм, ширина — 38 мм.

### III тип

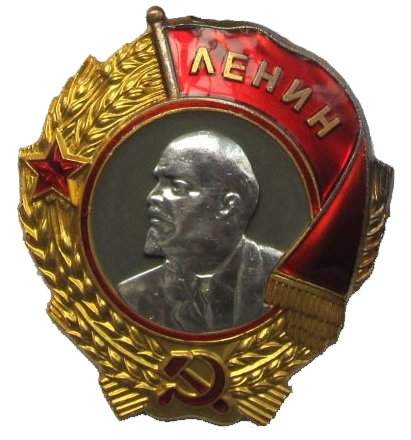
Орден Ленина третьего типа (1936—1943)

Третий тип ордена вручался с 11 июня 1936 года по 19 июня 1943 года.
По сравнению с предыдущим типом, основное изменение состояло в том, что барельеф Ленина представлял собой отдельную деталь и был выполнен из платины (вес барельефа колебался от 2,4 до 2,75 г). Барельеф крепился к ордену при помощи трёх заклёпок. Поверхность центрального медальона у орденов третьего типа покрывалась серо-голубой эмалью. Ещё одно изменение состояло в повышении пробы золота. Теперь орден изготавливался из золота 950-й пробы.
Размеры: высота — 38—39 мм, ширина — 38 мм.

### IV тип

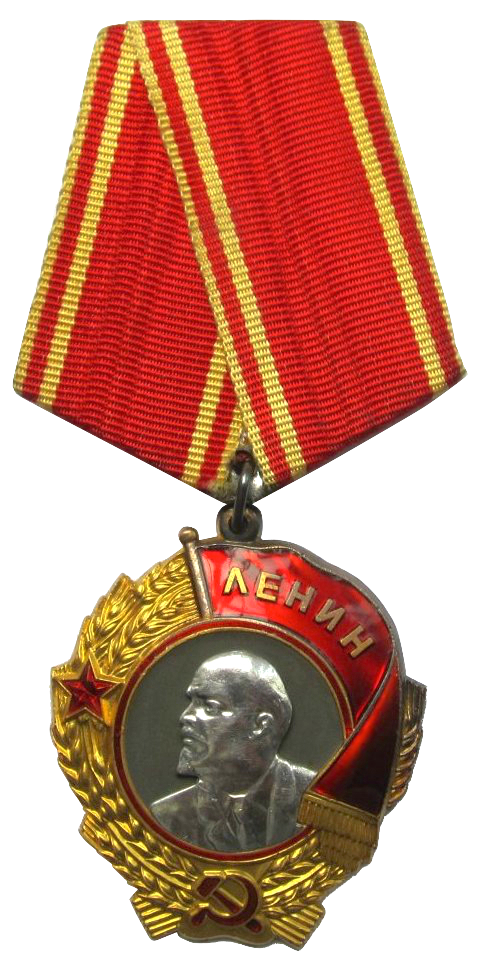
Орден Ленина четвёртого типа (1943—1991)

Четвёртый тип ордена вручался с 19 июня 1943 года до распада Советского Союза.
Указом от 19 июня 1943 года устанавливался порядок ношения орденов, имевших форму звезды, на штифтах на правой стороне груди, а орденов, имевших овальную или круглую форму — на левой стороне груди на пятиугольных колодках, обтянутых лентой ордена. Одновременно, ввиду резкого увеличения количества орденов СССР и числа награждений, ввели ношение планок с муаровыми лентами взамен орденов. Таким образом, орден Ленина после 19 июня 1943 года приобрёл в верхней части ордена ушко, в которое продевалось кольцо, соединяемое с пятиугольной колодкой. Из установленного порядка ношения орденов также следовало, что все ранее выданные ордена подлежали замене. Вместо ордена Ленина I—III типа выдавалась новая награда, с сохранением серийного номера, указанного в орденской книжке. В первую очередь это касалось кадровых военных, правила ношения военной формы и наград которых строго регламентировались. Массовая замена орденов предыдущих типов была произведена после окончания Великой Отечественной войны.
Описание ордена Ленина из статута последней редакции от 28 марта 1980 года:

Орден Ленина представляет собой знак, изображающий портрет-медальон В. И. Ленина из платины, помещённый в круг, обрамлённый золотым венком из колосьев пшеницы. Тёмно-серый эмалевый фон вокруг портрета-медальона гладкий и ограничен двумя концентрическими золотыми ободками, между которыми проложена рубиново-красная эмаль. На левой стороне венка помещена пятиконечная звезда, внизу — серп и молот, справа в верхней части венка — развернутое полотнище красного знамени. Звезда, серп и молот и знамя покрыты рубиново-красной эмалью и окаймлены по контуру золотыми ободками. На знамени надпись золотыми буквами «ЛЕНИН».

Орден Ленина изготавливается из золота, накладной барельеф В. И. Ленина выполнен из платины. Чистого золота в ордене 28,604±1,1 г, платины — 2,75 г (на 18 сентября 1975 года). Общий вес ордена — 33,6±1,75 г.

Орден при помощи ушка и кольца соединён с пятиугольной колодкой, покрытой шёлковой муаровой лентой шириной 24 мм, посередине ленты продольная красная полоса, шириной 16 мм, по краям средней полосы две золотистые полоски шириной по 1,5 мм, затем две красные полоски по 1,5 мм, и две золотистые полоски шириной по 1 мм.
Размеры: высота — 43—45 мм (включая ушко в верхней части), ширина — 38 мм, диаметр портретного медальона — 25 мм.

## Вручение наград

### Первые награды

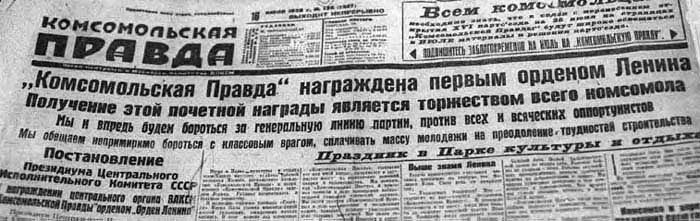
Передовица газеты «Комсомольская правда», 24 мая 1930

- Первое награждение орденом Ленина было произведено постановлением Президиума ЦИК СССР от 23 мая 1930 года. Согласно этому Постановлению, орденом Ленина № 1 награждена газета «Комсомольская правда» за «активное содействие в усилении темпов социалистического строительства и в связи с пятилетием со дня основания»[4].
- Первыми иностранными гражданами, награждёнными орденом, были пять специалистов, работавших в советской промышленности и сельском хозяйстве:
  - немецкий специалист по добыче угля Иоганн Георг Либхард (8 февраля 1931 года);
  - американский агроном Джордж Горфилд Макдауэлл (7 июля 1931 года);
  - американские специалисты по тракторной технике Фрэнк Бруно Хоней (17 мая 1932 года) и Леон Эвнис Сважиан (23 мая 1931 года);
  - американский автомеханик Майк Трайкович Кадарьян (27 марта 1934 года)[5].
- 20 апреля 1934 года за помощь при спасении парохода «Челюскин» ордена Ленина были удостоены двое американских авиамехаников — Клайд Армстед (Clyde Armistead) и Уильям Левери (William Lavery)[6].
- Первым советским воинским коллективом, удостоенным ордена Ленина, стала 23-я стрелковая Краснознамённая дивизия 5 августа 1932 года, в связи с её десятилетием и «за большевистские образцы активного содействия строительству Харьковского тракторного завода имени Серго Орджоникидзе»[источник не указан 5304 дня].
- Первым награждённым за боевые заслуги стал красноармеец 1-го дивизиона 11-го кавалерийского Хорезмского полка ОГПУ Роман Панченко, отличившийся в боях с басмачами весной 1933 года. Орден был присуждён ему 29 октября того же года[источник не указан 5304 дня].
- Первым из учёных кавалером ордена Ленина стал в июне 1931 года И. В. Мичурин, из деятелей культуры — Максим Горький (17 сентября 1932 года), из живописцев — Исаак Бродский (28 марта 1934 года).
- Первым композитором, награждённым орденом Ленина, стал Узеир Гаджибеков в 1938 году.
- Впервые орденом Ленина посмертно были награждены члены экипажа аэростата «Осоавиахим-1». 30 января 1934 года аэростат достиг рекордной высоты в 22000 метров, но в результате крайне тяжёлых погодных условий аппарат обледенел и упал в Мордовии. Все три члена экипажа — командир П. Ф. Федосеенко, конструктор аэростата А. Б. Васенко и физик И. Д. Усыскин погибли при катастрофе.
- Первым кавалером двух орденов Ленина стал лётчик-испытатель В. П. Чкалов 24 июля 1936 года.
- Первым кавалером трёх орденов Ленина стал лётчик-испытатель В. К. Коккинаки 11 июня 1939 года.
- Первым кавалером шести орденов Ленина стал Маршал Советского Союза Василий Данилович Соколовский — 24 июня 1948 года.
- Первым кавалером семи, восьми и девяти орденов Ленина стал один из организаторов оборонной промышленности Василий Михайлович Рябиков — 16 января 1957 года, 21 декабря 1957 года и 17 июня 1961 года соответственно.
- Первым кавалером десяти и одиннадцати орденов Ленина стал Министр внешней торговли СССР Николай Семёнович Патоличев — 22 сентября 1978 года и 5 августа 1982 года соответственно.
- Самый молодой кавалер ордена Ленина — таджикская пионерка, сборщица хлопка Мамлакат Нахангова (25.12.1935). К моменту награждения ей было 11 лет[7].
- Самый пожилой кавалер ордена Ленина — польско-украинский композитор С. Ф. Людкевич (23.01.1979). Он был награждён в связи со 100-летием (было присвоено звание Героя Социалистического Труда).

Знаки ордена с первыми 10 номерами были вручены:
| № знака | Награждённый                        | Дата постановления | Дата вручения   |
| ------- | ----------------------------------- | ------------------ | --------------- |
| 1       | Газета «Комсомольская правда»       | 23 мая 1930        | 3 июля 1931     |
| 2       | «МЭЛЗ», г. Москва                   | 3 октября 1930     | июль 1931       |
| 3       | А. С. Енукидзе, секретарь ЦИК СССР  | 17 декабря 1932    | 17 декабря 1932 |
| 4       | В. С. Молоков, лётчик               | 20 апреля 1934     | 23 июня 1934    |
| 5       | Г. В. Грибакин, бортмеханик         | 20 апреля 1934     | 23 июня 1934    |
| 6       | М. П. Шелыганов, штурман            | 20 апреля 1934     | 23 июня 1934    |
| 7       | Завод «Красная Заря», Ленинград     | 16 апреля 1931     | 3 июля 1931     |
| 8       | Завод «Светлана», Ленинград         | 16 апреля 1931     | 3 июля 1931     |
| 9       | Завод имени Карла Маркса, Ленинград | 16 мая 1931        | 3 июля 1931     |
| 10      | Завод «Мосэлектрик», г. Москва      | 16 мая 1931        | 3 июля 1931     |

Орденом Ленина была награждена Н. К. Крупская (№ 439, в 1934 году). Таким образом сложилась ситуация, при которой она носила орден, названный именем её мужа.

### Многократные кавалеры ордена
Орденом Ленина награждались практически все советские руководители и военачальники высшего ранга, целый ряд из них — многократно.

#### Одиннадцатикратные кавалеры
- 11 раз ордена Ленина были удостоены:
  -  Патоличев, Николай Семёнович[9] (17.05.1939; 30.09.1943; 05.08.1944; 31.03.1945; 31.07.1958; 17.12.1966; 20.09.1968; 21.12.1973; 30.12.1975; 22.09.1978; 05.08.1982)
  -  Устинов, Дмитрий Фёдорович (08.02.1939; 03.06.1942; 05.08.1944; 08.12.1951; 20.04.1956; 21.12.1957; 29.10.1958; 29.10.1968; 02.12.1971; 27.10.1978; 28.10.1983)

#### Десятикратные кавалеры
- 10 раз ордена Ленина были удостоены:
  -  Рашидов, Шараф Рашидович (16.01.1950; 11.01.1957; 01.03.1965; 04.11.1967; 02.12.1971; 10.12.1973; 30.12.1974; 25.12.1976; 04.11.1977; 06.03.1980)
  -  Славский, Ефим Павлович (25.07.1942, 10.02.1944, 23.02.1945, 29.10.1949, 11.09.1956, 25.10.1958, 25.10.1968, 25.10.1971, 25.10.1978, 25.10.1983)
  -  Яковлев, Александр Сергеевич (27.04.1939; 28.10.1940; 06.09.1942; 25.05.1944; 02.07.1945; 15.11.1950; 31.03.1956; 31.03.1966; 23.06.1981; 17.08.1984)

#### Девятикратные кавалеры
- 9 раз ордена Ленина были удостоены:
  -  Александров, Анатолий Петрович (06.03.1945; 29.10.1949; 19.09.1953; 04.01.1954; 11.09.1956; 12.02.1963; 17.09.1975; 10.02.1978; 11.02.1983)
  -  Дементьев, Пётр Васильевич (5.03.1939; 8.09.1941; 25.05.1944; 6.12.1949; 23.01.1957; 28.04.1963; 24.01.1967, 25.10.1971, 21.01.1977)
  -  Папанин, Иван Дмитриевич (27.06.1937; 22.03.1938; 01.05.1944; 26.11.1944; 02.12.1945; 30.12.1956; 26.11.1964; 26.11.1974; 23.11.1984)
  -  Расулов, Джабар Расулович (03.01.1944; 29.12.1946; 24.02.1948; 17.12.1949; 23.10.1954; 17.01.1957; 09.07.1963; 09.07.1973; 26.02.1981)
  -  Рябиков, Василий Михайлович (08.02.1939; 03.06.1942; 05.08.1944; 16.09.1945; 06.12.1949; 20.04.1956; 16.01.1957; 21.12.1957; 17.06.1961)
  -  Семёнов, Николай Николаевич (10.06.1945; 29.10.1949; 19.09.1953; 04.01.1954; 08.05.1956; 14.04.1966; 20.07.1971; 14.04.1976; 18.12.1981)
  -  Тихонов, Николай Александрович (26.03.1939; 31.03.1945; 04.09.1948; 05.11.1954; 19.07.1958; 26.11.1971; 13.05.1975; 12.10.1982; 13.05.1985)
  -  Чуйков, Василий Иванович (26.10.1943; 19.03.1944; 21.02.1945; 11.02.1950; 11.02.1960; 11.02.1970; 11.02.1975; 21.02.1978; 11.02.1980)

#### Восьмикратные кавалеры
- 8 раз ордена Ленина были удостоены:
  -  Батов, Павел Иванович (04.07.1937; 11.03.1940; 30.10.1943; 21.02.1945; 31.05.1957; 31.05.1967; 31.05.1977; 31.05.1982)
  -  Брежнев, Леонид Ильич (02.12.1947; 18.12.1956; 17.06.1961; 18.12.1966; 02.12.1971; 18.12.1976; 19.12.1978; 18.12.1981)
  -  Будённый, Семён Михайлович (23.02.1935; 17.11.1939; 24.04.1943; 21.02.1945; 24.04.1953; 01.02.1958; 24.04.1958; 24.04.1973)
  -  Василевский, Александр Михайлович (21.05.1942; 29.07.1944; 21.02.1945; 29.09.1945; 19.09.1955; 29.09.1965; 29.09.1970; 29.09.1975)
  -  Ворошилов, Климент Ефремович (23.02.1935; 22.02.1938; 03.02.1941; 21.02.1945; 03.02.1951; 03.02.1956; 07.05.1960; 03.02.1961)
  -  Ильюшин, Сергей Владимирович (30.08.1936; 25.11.1941; 21.02.1945; 02.07.1945; 30.03.1954; 30.03.1964; 26.04.1971; 29.03.1974)
  -  Кальченко, Никифор Тимофеевич (07.02.1939; 29.05.1945; 23.01.1948; 08.02.1956; 26.02.1958; 08.02.1966; 08.12.1973; 06.12.1976)
  -  Кунаев, Динмухамед Ахмедович (11.01.1957; 11.01.1962; 02.12.1971; 11.01.1972; 10.12.1973; 06.10.1976; 01.11.1979; 11.01.1982)
  -  Лысенко, Трофим Денисович (30.12.1935; 10.06.1945; 10.09.1945; 29.09.1948; 27.10.1949; 19.09.1953; 27.09.1958; 15.09.1961)
  -  Снечкус, Антанас Юозович (08.04.1947; 20.07.1950; 06.01.1953; 05.04.1958; 05.01.1963; 01.10.1965; 27.08.1971; 05.01.1973)
  -  Соколовский, Василий Данилович (22.02.1941; 02.01.1942; 21.02.1945; 29.05.1945; 20.07.1947; 24.06.1948; 20.07.1957; 20.07.1967)
  -  Туполев, Андрей Николаевич (21.02.1933; 16.09.1945; 10.08.1946; 14.01.1949; 06.12.1949; 03.02.1953; 09.11.1958; 06.11.1968)
  -  Фёдоров, Алексей Фёдорович (07.02.1939; 18.05.1942; 23.01.1948; 26.02.1958; 24.04.1961; 23.10.1967; 27.03.1981; 28.03.1986)
  -  Щербицкий, Владимир Васильевич (26.02.1958; 16.02.1968; 02.12.1971; 08.12.1973; 30.12.1974; 13.09.1977; 16.02.1983; 16.02.1988)

#### Семикратные кавалеры
- 7 раз ордена Ленина были удостоены:
  -  Афанасьев, Сергей Александрович (25.07.1958; 17.06.1961; 26.07.1966; 29.08.1968; 25.10.1971; 14.02.1975; 29.08.1978)
  -  Баграмян, Иван Христофорович (29.07.1944; 06.11.1945; 01.12.1947; 02.12.1957; 02.12.1967; 01.12.1972; 01.12.1977)
  -  Бардин, Иван Павлович (15.12.1934; 12.11.1943; 31.03.1945; 10.06.1945; 19.09.1953; 12.11.1953; 19.07.1958)
  -  Бещев, Борис Павлович (23.11.1939; 29.07.1945; 15.07.1953; 01.08.1959; 15.07.1963; 04.08.1966; 25.08.1971)
  -  Воронин, Павел Андреевич (05.03.1939; 08.09.1941; 25.05.1944; 12.07.1957; 22.07.1966; 11.07.1973; 02.02.1982)
  -  Горшков, Сергей Георгиевич (26.02.1953; 23.02.1960; 28.04.1963; 07.05.1965; 25.02.1970; 21.02.1978; 21.12.1982)
  -  Громыко, Андрей Андреевич (03.11.1944; 05.11.1945; 17.07.1959; 31.12.1966; 17.07.1969; 17.07.1979; 17.07.1984)
  -  Грушин, Пётр Дмитриевич (21.06.1943; 02.07.1945; 20.04.1956; 25.07.1958; 15.01.1966; 20.04.1981; 15.01.1986)
  -  Дымшиц, Вениамин Эммануилович (16.01.1943; 31.03.1945; 02.12.1947; 09.08.1958; 31.12.1966; 15.09.1970; 26.09.1980)
  -  Калмыков, Валерий Дмитриевич (10.04.1945; 20.04.1956; 21.12.1957; 27.08.1958; 17.06.1961; 29.07.1966; 25.10.1971)
  -  Калнберзин, Ян Эдуардович (28.06.1945; 31.05.1946; 20.07.1950; 19.09.1953; 15.02.1958; 16.09.1963; 01.10.1965)
  -  Келдыш, Мстислав Всеволодович (16.09.1945; 04.01.1954; 27.03.1954; 11.09.1956, 09.02.1961; 27.04.1967; 17.09.1975)
  -  Кикоин, Исаак Константинович (10.05.1945; 8.12.1951; 19.09.1953; 04.01.1954; 27.03.1958; 28.03.1968; 27.03.1978)
  -  Кириленко, Андрей Павлович (23.01.1948; 02.03.1953; 07.09.1956; 08.03.1958; 07.09.1966; 02.12.1971; 07.09.1976)
  -  Колмогоров, Андрей Николаевич (04.11.1944; 10.06.1945; 19.09.1953; 15.09.1961; 24.04.1963; 25.04.1973; 17.09.1975)
  -  Комаровский, Александр Николаевич (14.07.1937; 29.04.1943; 16.05.1945; 29.10.1949; 11.09.1956; 07.03.1962; 19.05.1966)
  -  Конев, Иван Степанович (29.07.1944; 21.02.1945; 27.12.1947; 18.12.1956; 27.12.1957; 27.12.1967; 27.12.1972)
  -  Кузнецов, Василий Васильевич (30.09.1943; 17.02.1951; 11.02.1961; 31.12.1966; 12.02.1971; 12.02.1981; 12.02.1986)
  -  Ломако, Пётр Фаддеевич (25.07.1942; 10.02.1944; 08.12.1951; 15.07.1954; 11.07.1964; 25.08.1971; 11.07.1974)
  -  Максарёв, Юрий Евгеньевич (19.09.1941; 05.06.1942; 20.01.1943; 05.08.1944; 08.12.1951; 04.01.1954; 22.01.1954)
  -  Махмадалиев, Мирали (17.12.1949; 17.04.1951; 17.01.1957; 03.04.1965; 10.12.1973; 25.12.1976; 24.07.1986)
  -  Машеров, Пётр Миронович (15.08.1944; 28.10.1948; 18.01.1958; 12.02.1968; 02.12.1971; 12.12.1973; 10.02.1978)
  -  Мерецков, Кирилл Афанасьевич (03.01.1937; 21.03.1940; 02.11.1944; 21.02.1945; 06.06.1947; 06.06.1957; 06.06.1967)
  -  Москаленко, Кирилл Семёнович (22.07.1941; 23.10.1943; 06.11.1945; 07.03.1962; 10.05.1972; 21.02.1978; 10.05.1982)
  -  Несмеянов, Александр Николаевич (04.11.1944; 10.06.1945; 19.09.1953; 08.09.1959; 27.04.1967; 13.03.1969; 07.09.1979)
  -  Пельше, Арвид Янович (31.05.1946; 20.07.1950; 15.02.1958; 01.10.1965; 06.02.1969; 02.12.1971; 06.02.1979)
  -  Рокоссовский, Константин Константинович (16.08.1936; 02.01.1942; 29.07.1944; 21.02.1945; 25.12.1946; 20.12.1956; 20.12.1966)
  -  Смирнов, Ефим Иванович (03.03.1942; 11.07.1945; 08.12.1951; 03.11.1953; 11.01.1966; 24.04.1973; 21.02.1978)
  -  Соболев, Сергей Львович (10.06.1945; 29.10.1949; 8.12.1951; 19.09.1953; 30.10.1958; 29.04.1967; 17.09.1975)
  -  Тока, Салчак Калбакхорекович (05.05.1942; 11.08.1944; 16.08.1946; 10.10.1949; 23.08.1957; 14.12.1961; 14.12.1971)
  -  Хруничев, Михаил Васильевич (08.09.1941; 24.11.1942; 05.08.1944; 16.09.1945; 29.10.949; 03.04.1951; 12.07.1957)
  -  Хрущёв, Никита Сергеевич (13.05.1935; 16.04.1944; 23.01.1948; 16.04.1954; 8.04.1957; 17.06.1961; 16.04.1964)
  -  Цицин, Николай Васильевич (30.12.1935; 10.06.1945; 10.11.1945; 19.11.1953; 17.12.1968; 17.09.1975; 15.12.1978)
  -  Шокин, Александр Иванович (29.03.1939; 17.06.1961; 29.07.1966; 08.10.1969; 25.10.1971; 17.02.1975; 26.10.1979)
  -  Яснов, Михаил Алексеевич (06.09.1947; 04.06.1956; 01.02.1957; 04.06.1966; 26.08.1971; 11.12.1973; 04.06.1976)

#### Шестикратные кавалеры
- 6 раз ордена Ленина были удостоены:
  -  Александров, Павел Сергеевич (10.06.1945; 19.09.1953; 15.09.1961; 06.05.1966; 13.03.1969; 17.09.1975)
  -  Арбузов, Александр Ерминингельдович (31.07.1944; 10.06.1945; 24.06.1950; 19.09.1953; 11.09.1957; 09.09.1967)
  -  Архангельский, Александр Александрович (22.12.1933; 16.09.1945; 08.08.1947; 06.12.1949; 27.03.1953; 12.07.1958)
  -  Байбаков, Николай Константинович (06.02.1942; 24.01.1944; 08.05.1948; 31.12.1966; 05.03.1971; 05.03.1981)
  -  Бармин, Владимир Павлович (15.03.1943; 20.04.1956; 17.03.1959; 17.06.1961; 17.03.1969; 16.03.1979)
  -  Боголюбов, Николай Николаевич (19.09.1953; 20.08.1959; 29.04.1967; 13.03.1969; 17.09.1975; 20.08.1979)
  -  Бородин, Андрей Михайлович (11.01.1957; 22.03.1966; 27.08.1971; 13.10.1972; 24.12.1976; 03.03.1980)
  -  Бочвар, Андрей Анатольевич (29.10.1949; 19.09.1953; 11.09.1956; 07.03.1962; 17.09.1975; 06.08.1982)
  -  Брага, Марк Андронович (17.06.1949; 22.05.1950; 21.04.1952; 24.08.1953; 10.06.1954; 24.12.1976)
  -  Ванников, Борис Львович (23.02.1939; 03.06.1942; 05.08.1944; 06.09.1947; 11.09.1956; 16.09.1957)
  -  Вершинин, Константин Андреевич (13.12.1942; 21.07.1944; 19.08.1944; 21.02.1945; 20.05.1960; 22.05.1970)
  -  Виноградов, Александр Павлович (29.10.1949; 19.09.1953; 04.01.1954; 23.08.1965; 09.11.1970; 20.08.1975)
  -  Виштак, Степанида Демидовна (11.04.1949; 03.07.1950; 20.06.1951; 13.07.1954; 26.02.1958; 31.12.1965)
  -  Воронов, Николай Николаевич (03.01.1937; 21.03.1940; 21.02.1945; 05.05.1949; 04.05.1959; 07.05.1965)
  - Вышинский, Андрей Януарьевич (20.07.1937; 21.11.1943; 10.06.1945; 05.11.1945; 09.12.1953; 03.10.1954)
  - Гафуров, Бободжан Гафурович (в том числе 03.01.1944; 29.12.1946; 21.02.1948; 23.10.1954)
  -  Головацкий, Николай Никитич (11.01.1957; 23.06.1966; 14.02.1975; 24.12.1976; 22.02.1982; 17.01.1985)
  -  Гречко, Андрей Антонович (13.12.1942; 21.02.1945; 01.02.1958; 15.10.1963; 22.02.1968; 16.10.1973)
  -  Грушецкий, Иван Самойлович (23.01.1948; 04.10.1954; 26.02.1958; 28.08.1964; 08.12.1973; 21.08.1974)
  -  Долгих, Владимир Иванович (09.06.1961; 04.12.1965; 25.08.1971; 13.12.1972; 04.12.1974; 04.12.1984)
  -  Доллежаль, Николай Антонович (29.10.1949; 11.10.1956; 23.07.1959; 31.10.1969; 26.10.1979; 26.10.1984)
  -  Егоров, Михаил Васильевич (29.03.1939; 15.11.1950; 28.04.1963; 06.04.1970; 14.01.1977; 02.02.1984)
  -  Желтов, Алексей Сергеевич (24.03.1943; 15.11.1950; 28.08.1954; 29.08.1964; 21.02.1978; 27.08.1984)
  -  Жуков, Георгий Константинович (16.08.1936; 29.08.1939; 19.07.1944; 01.06.1945; 01.12.1956; 01.12.1971)
  -  Завенягин, Авраамий Павлович (23.03.1935; 17.01.1943; 24.02.1945; 29.10.1949; 16.04.1951; 11.09.1956)
  -  Зверев, Сергей Алексеевич (05.08.1944; 25.07.1958; 17.06.1961; 28.07.1966; 25.10.1971; 17.10.1972)
  -  Исаков, Иван Степанович (22.02.1938; 13.12.1942; 21.02.1945; 21.08.1954; 21.08.1964; 07.05.1965)
  -  Капица, Пётр Леонидович (30.04.1943; 09.07.1944; 30.04.1945; 09.07.1964; 20.07.1971; 08.07.1974)
  -  Кирхенштейн, Август Мартынович (17.09.1942; 31.05.1946; 20.07.1950; 06.11.1951; 23.03.1956; 17.09.1957)
  -  Коваленко, Александр Власович (07.05.1948; 29.11.1968; 24.11.1969; 14.02.1975; 06.10.1976; 23.11.1979)
  -  Коккинаки, Владимир Константинович (25.05.1936; 17.07.1938; 11.06.1939; 16.09.1945; 17.05.1951; 22.06.1984)
  -  Корнейчук, Александр Евдокимович (31.01.1939; 23.01.1948; 24.05.1955; 24.11.1960; 24.05.1965; 23.02.1967)
  -  Коротченко, Демьян Сергеевич (7.02.1939; 13.09.1943; 29.11.1944; 23.01.1948; 26.02.1958; 28.11.1964)
  -  Косыгин, Алексей Николаевич (07.04.1939; 22.01.1944; 20.02.1954; 20.02.1964; 02.12.1971; 20.02.1974)
  -  Котельников, Владимир Александрович (20.04.1956; 21.12.1957; 27.04.1967; 13.03.1969; 17.09.1975; 05.09.1978)
  -  Кочарянц, Самвел Григорьевич (21.08.1953; 04.01.1954; 11.09.1956; 07.03.1962; 08.01.1979; 06.01.1984)
  -  Красовский, Степан Акимович (19.01.1943; 21.02.1945; 06.04.1945; 29.05.1945; 15.09.1961; 07.08.1967)
  -  Курочкин, Павел Алексеевич (07.04.1940; 21.02.1945; 29.06.1945; 18.11.1960; 18.11.1980; 18.11.1985)
  -  Лелюшенко, Дмитрий Данилович (07.04.1940; 02.01.1942; 21.02.1945; 01.11.1961; 30.10.1981; 31.10.1986)
  -  Леонов, Леонид Максимович (18.02.1946; 30.05.1959; 23.02.1967, 30.05.1969; 30.05.1974; 30.05.1979)
  -  Ляшко, Александр Павлович (29.12.1965; 25.08.1971; 08.12.1973; 29.12.1975; 22.12.1977; 29.12.1985)
  -  Малинина, Прасковья Андреевна (01.06.1945; 23.07.1948; 04.07.1949; 13.12.1950; 26.08.1953; 06.11.1974)
  -  Мальцев, Терентий Семёнович (11.05.1942; 09.11.1955; 23.06.1966; 11.12.1973; 06.11.1975; 06.11.1985)
  -  Микоян, Анастас Иванович (17.01.1936; 30.09.1943; 24.11.1945; 24.11.1955; 24.11.1965; 25.11.1975)
  -  Микоян, Артём Иванович (31.12.1940; 03.02.1953; 05.11.1954; 04.08.1955; 20.04.1956; 04.08.1965)
  -  Новиков, Владимир Николаевич (03.06.1942; 05.08.1944; 05.12.1957; 03.12.1967; 26.11.1971; 05.12.1977)
  -  Павловский, Евгений Никанорович (05.03.1944; 21.02.1945; 10.06.1945; 04.03.1954; 11.02.1961; 04.03.1964)
  -  Палецкис, Юстас Игнович (08.04.1947; 21.01.1949; 20.07.1950; 05.04.1958; 01.10.1965; 22.01.1969)
  -  Палладин, Александр Владимирович (02.03.1944; 09.09.1945; 23.01.1948; 19.09.1953; 13.09.1955; 10.09.1965)
  -  Плиев, Исса Александрович (03.11.1941; 16.04.1944; 30.04.1947; 23.11.1962; 01.10.1963; 21.02.1978)
  -  Покрышкин, Александр Иванович (22.12.1941; 24.05.1943; 06.03.1963; 21.10.1967; 21.02.1978; 05.03.1983)
  -  Пономарёв, Борис Николаевич (27.06.1945; 3.03.1958; 16.01.1965; 2.12.1971; 16.01.1975; 16.01.1985)
  -  Поспелов, Пётр Николаевич (13.06.1945; 19.06.1948; 19.06.1958; 19.06.1968; 17.09.1975; 19.06.1978)
  -  Ротмистров, Павел Алексеевич (05.05.1942; 2.07.1944; 21.02.1945; 22.06.1961; 07.05.1965; 03.07.1981)
  -  Руденко, Роман Андреевич (26.03.1945; 27.05.1947; 29.07.1957; 29.07.1967; 25.05.1972; 29.07.1977)
  -  Руденко, Сергей Игнатьевич (25.05.1936; 19.08.1944; 20.06.1949; 19.10.1964; 31.10.1967; 19.10.1984)
  -  Руднев, Константин Николаевич (05.08.1944; 20.04.1956; 21.12.1957; 17.06.1961; 02.07.1966; 21.06.1971)
  -  Седов, Леонид Иванович (27.03.1954; 28.04.1963; 13.11.1967; 17.09.1975; 23.01.1980; 13.11.1987)
  -  Серов, Иван Александрович (26.04.1940; 13.12.1942; 29.05.1945, лишён 12.03.1963; 30.01.1951; 19.09.1952; 25.08.1955)
  -  Скобельцын, Дмитрий Владимирович (29.10.1949; 19.09.1953; 23.11.1962; 13.03.1969; 02.12.1972; 17.09.1975)
  -  Скрябин, Константин Иванович (22.02.1936; 27.10.1949; 19.09.1953; 06.12.1953; 06.12.1958; 04.12.1968)
  -  Смирнов, Леонид Васильевич (26.06.1959; 17.06.1961; 15.04.1966; 26.11.1971; 15.04.1976; 06.10.1982)
  -  Соболев, Сергей Львович (10.06.1945; 08.12.1951; 19.09.1953; 30.10.1958; 29.04.1967; 17.09.1975)
  -  Титов, Георгий Алексеевич (06.03.1945; 20.04.1956; 25.07.1958; 28.04.1963; 07.02.1969; 07.02.1979)
  -  Тихонов, Андрей Николаевич (19.09.1953; 04.01.1954; 11.09.1956; 29.10.1966; 20.07.1971; 29.10.1986)
  -  Ткачук, Григорий Иванович (26.02.1958; 31.12.1965; 08.04.1971; 06.09.1973; 22.12.1977; 07.07.1986)
  -  Трофимук, Андрей Алексеевич (24.01.1944; 08.05.1948; 29.04.1967; 17.09.1975; 14.08.1981; 20.08.1986)
  -  Турсункулов, Хамракул (25.12.1944; 23.01.1946; 19.03.1947; 27.04.1948; 07.07.1949; 13.06.1950)
  -  Уткин, Владимир Фёдорович (17.06.1961; 26.07.1966; 29.08.1969; 16.10.1973; 12.08.1976; 17.10.1983)
  -  Фёдоров, Евгений Константинович (27.06.1937; 12.03.1938; 11.09.1956; 17.06.1961; 09.04.1970; 09.04.1980)
  -  Харитон, Юлий Борисович (29.10.1949; 11.09.1956; 07.03.1962; 27.02.1964; 26.02.1974; 24.02.1984)
  -  Христианович, Сергей Алексеевич (11.07.1943; 29.03.1944; 19.09.1953; 13.11.1958; 29.04.1967; 13.03.1969)
  -  Школьников, Алексей Михайлович (15.01.1957; 15.01.1964; 26.08.1971; 14.01.1974; 24.04.1981; 13.01.1984)
  -  Шолохов, Михаил Александрович (31.01.1939; 23.05.1955; 22.05.1965; 23.02.1967; 22.05.1975; 23.05.1980)
  -  Штейман, Станислав Иванович (01.06.1945; 25.08.1948; 12.07.1949; 16.10.1950; 03.12.1951; 04.03.1953)
  -  Шумаускас, Мотеюс Юозович (22.03.1944; 20.07.1950; 5.04.1958; 1.10.1965; 27.08.1971; 14.11.1975)
  -  Эйхфельд, Иоган Гансович (30.12.1935; 27.10.1949; 20.07.1950; 13.07.1954; 01.03.1958; 25.01.1963)
  -  Эрсарыев, Оразгельды (13.12.1944; 19.03.1947; 11.04.1947; 05.04.1948; 21.07.1950; 30.07.1951)
  - Юдин, Павел Александрович (06.01.1942; 09.01.1943; 31.03.1945; 02.02.1947; 29.10.1949; 30.05.1952)
  - Яковлев, Николай Дмитриевич (22.02.1941; 02.06.1942; 21.02.1945; 30.12.1948; 20.04.1956; 30.12.1958)

### Награждения за выслугу лет (1944—1958)
Указом Президиума Верховного Совета СССР от 4 июня 1944 года военнослужащим Красной Армии орден Ленина стал вручаться за выслугу лет (25 лет безупречной службы). Вскоре эта практика была распространена на:
- Военно-морской флот (Указ от 25.09.1944);
- личный состав НКВД и НКГБ СССР (Указ от 2.10.1944);
- на войска и спецслужбы органов НКВД, НКГБ и милиции (Указ от 12.10.1944)[10]

Указами от 14 сентября и 25 декабря 1957 года подобная практика награждения была отменена:
Практика массового награждения военнослужащих за выслугу определенного количества лет в Армии и на Флоте, без учета характера выполняемых ими служебных обязанностей и конкретных заслуг, привела к снижению значения наград, а само награждение орденами и медалями СССР перестало быть важным средством поощрения военнослужащих за достижение ими высоких успехов в боевой и политической подготовке, в укреплении воинской дисциплины и усилении боевой готовности войск.
С 1948 года в соответствии с Указами Президиума Верховного Совета СССР 1948—1954 гг. орденами Ленина за «долговременный и плодотворный труд» стали награждать и гражданских лиц — работников различных отраслях народного хозяйства (за выслугу в 30 лет, иногда 20 лет):
- Указ от 14 октября 1947 г. — о награждении буровых и горных рабочих, буровых и горных мастеров, руководящих и инженерно-технических работников Министерства геологии;
- Указ от 10 декабря 1947 г. — о награждении рабочих ведущих профессий, мастеров, руководящих и инженерно-технических работников чёрной металлургии;
- Указ 12 февраля 1948 г. — о награждении учителей
- Указ от 20 марта 1948 г. — о награждении рабочих ведущих профессий, мастеров, руководящих и инженерно-технических работников цветной металлургии;
- Указ от 8 ноября 1948 г. — о награждении рабочих ведущих профессий, мастеров, руководящих и инженерно-технических работников химической промышленности;
- Указ от 20 апреля 1949 г. — о награждении специалистов и руководящих работников сельского хозяйства, работающих в области животноводства;
- Указ от 10 июня 1949 г. — о награждении рабочих, руководящих и инженерно-технических работников Главного управления геодезии и картографии при Совете Министров СССР;
- Указ от 24 июня 1949 г. — о награждении руководящих, ответственных работников и специалистов Министерства заготовок, Министерства мясной и молочной промышленности и Центросоюза;
- Указ от 13 июля 1949 г. — о награждении рабочих, бригадиров, мастеров, работников флота, руководящих и инженерно-технических работников рыбной промышленности;
- Указ от 28 июля 1949 г. — о награждении работников ведущих профессий, высшего, старшего и среднего начальствующего состава на железнодорожном транспорте;
- Указ от 22 сентября 1949 г. — о награждении рабочих ведущих профессий, мастеров, руководящих и инженерно-технических работников Гознака Министерства финансов СССР;
- Указ от 10 октября 1949 г. — о награждении врачей и других медицинских работников;
- Указ от 20 октября 1949 г. — о награждении орденами и медалями рабочих ведущих профессий, мастеров, руководящих и инженерно-технических работников судостроительной промышленности;
- Указ от 17 ноября 1949 г. — о награждении работников науки;
- Указ от 11 января 1950 г. — о награждении рабочих ведущих профессий, мастеров, руководящих и инженерно-технических работников нефтяной промышленности;
- Указ от 24 мая 1950 г. — о награждении рабочих, мастеров, руководящих и инженерно-технических работников асбестовой промышленности и строительства асбестовых предприятий;
- Указ от 18 ноября 1950 г. — о награждении работников плавсостава, работников портов ведущих профессий, а также высшего, старшего и среднего начальствующего состава морского флота за выслугу лет на морском транспорте;
- Указ от 17 февраля 1951 г. — о награждении работников ведущих профессий, высшего, старшего и среднего начальствующего состава Южно-Уральской железной дороги по Челябинской области;
- Указ от 7 марта 1951 г. — о награждении работников Министерства государственного контроля СССР и министерств государственного контроля союзных республик, имеющих контролёрские звания;
- Указ от 28 марта 1951 г. — о награждении рабочих, мастеров, руководящих и инженерно-технических работников Министерства лесной промышленности СССР;
- Указ от 18 июля 1951 г. — о награждении работников финансово-кредитной системы;
- Указ от 14 августа 1951 г. — о награждении личного состава таможенных учреждений СССР;
- Указ от 4 октября 1951 г. — о награждении руководящих работников и специалистов машинно-тракторных, лесозащитных, машинно-животноводческих и лугомелиоративных станций, ремонтных заводов, межрайонных мастерских капитального ремонта и школ механизации сельского хозяйства Министерства сельского хозяйства СССР и Министерства хлопководства СССР;
- Указ от 5 ноября 1951 г. — о награждении рабочих ведущих профессий, мастеров, прорабов, руководящих и инженерно-технических работников строительных, монтажных и проектных организаций Министерства строительства предприятий тяжёлой индустрии СССР и Министерства чёрной металлургии СССР, непосредственно занятых на строительстве и проектировании металлургических и коксохимических заводов, агломерационных и обогатительных фабрик, горнорудных, нерудных и огнеупорных предприятий Министерства чёрной металлургии СССР, а также работников аппарата Главчерметстроя Донбасса, Главчерметстроя Приднепровья, Главчерметстроя Востока, Главюгстроя, Главуралстроя и Главцентростроя Министерства строительства предприятий тяжёлой индустрии СССР;
- Указ от 3 января 1952 г. — о награждении рабочих ведущих профессий, мастеров, прорабов, руководящих и инженерно-технических работников строительных, монтажных и проектных организаций Министерства строительства предприятий тяжёлой индустрии СССР, Министерства строительства предприятий машиностроения СССР и Министерства цветной металлургии СССР, занятых на строительстве и проектировании медеплавильных, медеэлектролитных, медносерных, медномолибденовых и меднорудных предприятий Министерства цветной металлургии СССР;
- Указ от 18 апреля 1952 г. — о награждении руководящих, ответственных работников и специалистов хлопкозаготовительной системы и хлопкоочистительной промышленности Министерства хлопководства СССР;
- Указ от 15 ноября 1952 г. — о награждении рабочих ведущих профессий, мастеров, руководящих и инженерно-технических работников плёночной, фотобумажной и кинокопировальной промышленности Министерства кинематографии СССР;
- Указ от 22 мая 1953 г. — о награждении работников ведущих профессий, а также работников, имеющих персональные звания высшего, старшего и среднего состава Министерства связи СССР;
- Указ от 25 декабря 1953 г. — о награждении орденами и медалями дипломатических работников;
- Указ от 16 марта 1954 г. — о награждении специалистов и руководящих работников системы Министерства совхозов СССР.

Указом от 11 февраля 1958 года Президиум Верховного Совета СССР отменил практику награждения орденами и медалями СССР (в том числе и орденом Ленина) за выслугу лет:
В целях дальнейшего поощрения творческой активности и инициативы трудящихся в решении задач хозяйственного и культурного строительства и изменения сложившейся в послевоенные годы практики, при которой награждение граждан СССР главным образом производилось за выслугу лет

### Награды населённым пунктам, организациям и объектам
Четырежды орденом Ленина награждена:
- Ракетно-космическая корпорация «Энергия» имени С. П. Королёва.

Трижды орденом Ленина награждены:
- Всесоюзный Ленинский коммунистический союз молодёжи;
- Армянская ССР (1958, 1968, 1978);
- Азербайджанская ССР (1935, 1964, 1980);
- Казахская ССР (1956, 1979, 1982);
- Узбекская ССР (1939, 1956, 1980);
- Ленинградское оптико-механическое объединение имени В. И. Ленина (ЛОМО);
- Московская область (1934);
- Московский автомобильный завод имени И. А. Лихачева (ЗИЛ);
- Государственный космический научно-производственный центр имени М. В. Хруничева;
- Завод имени Малышева;
- Северное машиностроительное предприятие (Севмашпредприятие) (1959, 1976, 1984);
- Уральский завод тяжёлого машиностроения имени Серго Орджоникидзе (Уралмашзавод).

Дважды орденом Ленина награждены:
- Киргизская ССР (1957, 1963);
- Башкирская АССР (1935, 1957);
- Белорусская ССР (1935, 1958);
- Государственный академический Большой театр Союза ССР (1937, 1976);
- Казанское авиационное производственное объединение имени С. П. Горбунова;[13]
- Уфимское моторостроительное производственное объединение (1936, 1971);
- ОДК-Сатурн;
- Красноярский машиностроительный завод (1945, 1975);
- Горьковский машиностроительный завод;
- Воронежский авиационный завод (1941, 1966);
- Московский электроламповый завод (МЭЛЗ) — № 2 (1931), № 99 (1939);
- Пермский моторный завод (1936, 1970);
- Судостроительный завод имени А. А. Жданова (1963, 1986);
- Обуховский завод;
- Ижорские заводы;
- НПО «Светлана»;
- КБ «Южное»;
- 1-й гвардейский танковый Чертковский полк имени маршала бронетанковых войск Катукова М. Е.;
- Академия наук СССР (1969, 1974);
- Научно-производственная корпорация «Уралвагонзавод» имени Ф. Э. Дзержинского (1935, 1970);
- Нижегородский авиастроительный завод «Сокол» (1936, 1970);
- Всесоюзная пионерская организация имени В. И. Ленина;
- Всесоюзный центральный совет профессиональных союзов;
- Морской научно-исследовательский институт радиоэлектроники «Альтаир» (1945, 1985);
- НИИ кораблестроения и вооружения;
- Сталинградский завод «Баррикады» (1942), 1971);
- АО «Машиностроительный завод»;
- Кировский завод (1939, 1951);
- Завод «Красное Сормово» (1943, 1949);
- Ленинградский металлический завод (1945, 1957);
- Завод «Электросила»;
- Московский электромеханический завод «Мосэлектрик» (1931, 1939);
- Московский радиозавод «Темп» (1931, 1945);
- Балтийский завод (1940, 1985);
- Сталинградский тракторный завод имени Ф. Э. Дзержинского,
- Харьковский тракторный завод имени Серго Орджоникидзе,
- Ташкентское авиационное производственное объединение имени В. П. Чкалова (1945, 1982);
- Судостроительный завод имени 61 коммунара;
- Горьковский автомобильный завод;
- Воткинский завод (1945, 1976);
- Минский автомобильный завод;
- Московский институт теплотехники;
- Московская государственная дважды ордена Ленина консерватория имени П. И. Чайковского;
- газета «Правда»;
- Николаевский Черноморский судостроительный завод (1949, 1977).
- Области и края СССР:
  - Воронежская (1935, 1956);
  - Алтайский край (1956, 1970);
  - Оренбургская области (1956, 1968);
  - Курская (1957, 1968);
  - Днепропетровская (1958, 1968);
  - Харьковская (1958, 1968);
  - Донецкая (1958, 1970);
  - Куйбышевская (Самарская) (1958, 1970);
  - Свердловская (1959, 1970);
  - Кемеровская (1967, 1970);
  - Читинская (1957).
- Города:
  - Ленинград (1945, 1957);
  - Москва (1947, 1965);
  - Киев (1954, 1961).

Ордена Ленина удостоены:
- Регионы:

Орден Ленина в Перми на Октябрьской площади

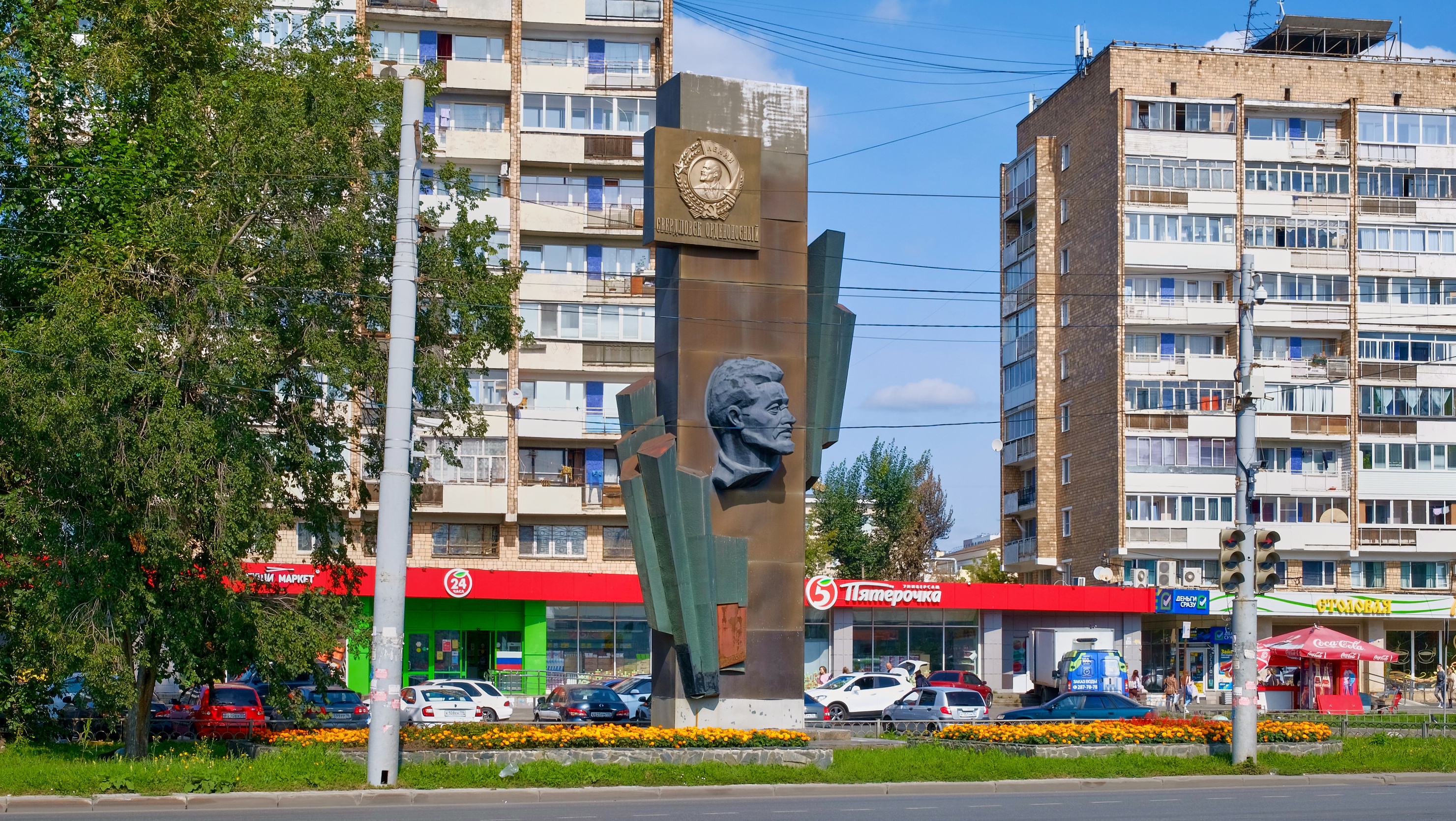
Орден Ленина в Екатеринбурге на ул. Челюскинцев

  - все советские республики, все автономные республики, 8 автономных областей, все края, более 100 областей[14];
  - Удмуртская АССР (1958);
  - Области:
    - Кокчетавская (1958);
    - Кировоградская, Одесская (1958);
    - Рязанская (1959);
    - Брянская, Новгородская, Орловская, Пензенская (1967).

  - Города-герои:
    - Волгоград, Севастополь, Одесса, Брестская крепость-герой (1965);
    - Минск, Тула (1966);
    - Новороссийск, Керчь (1973);
    - Мурманск, Смоленск (1983).

  - Города:
    - Кишинёв (1966);
    - Комсомольск-на-Амуре (1967);
    - Ульяновск, Харьков, Запорожье, Горький, Ростов-на-Дону, Рига, Таллин, Вильнюс (1970);
    - Львов, Кривой Рог, Пермь, Самарканд (1971);
    - Свердловск (1973);
    - Днепропетровск (1976);
    - Баку (1977);
    - Донецк, Магнитогорск (1979);
    - Челябинск (1980);
    - Куйбышев, Новосибирск, Ереван, Тбилиси (1982);
    - Алма-Ата, Ташкент, Северодвинск (1983);
    - Казань, Архангельск (1984);
    - Владивосток (1985);
    - Воронеж (1986).

- Более 380 промышленных предприятий, в том числе:
  - Коллектив 2 нефтепромысла треста «Малгобекнефть»;
  - нефтедобывающее предприятие «Азнефть» (ГНКАР);
  - нефтедобывающее предприятие «Грознефть»;
  - Высокогорский горно-обогатительный ордена Ленина комбинат (1945);
  - Шахта № 13-бис треста «Советскуголь» г. Макеевка Донецкой области (1948);
  - Ордена Ленина шахта «Коксовая», г. Прокопьевск, Кемеровская область;
  - ордена Ленина управление «Электроцентромонтаж»;
  - Алтайский тракторный завод;
  - Ижевский орденов Ленина, Октябрьской Революции и Трудового Красного Знамени мотозавод (1961);
  - Куйбышевский моторный завод;
  - Онежский орденов Ленина и Октябрьской Революции завод;
  - Новосибирский авиационный ордена Ленина, орденов Октябрьской Революции и Трудового Красного Знамени завод имени В. П. Чкалова;
  - Научно-производственное ордена Ленина, дважды ордена Трудового Красного Знамени объединение имени С. А. Лавочкина (1944);
  - НПЦ газотурбостроения «Салют»;
  - ОДК — Кузнецов;
  - ОДК — Авиадвигатель;
  - Металлист-Самара;
  - Ново-Уфимский нефтеперерабатывающий завод (ныне — Башнефть-Новойл);
  - Челябинский орденов Ленина, Кутузова I-й степени, Трудового Красного Знамени и Красной Звезды тракторный завод имени В. И. Ленина;
  - Златоустовский орденов Ленина, Октябрьской Революции, Трудового Красного Знамени машиностроительный завод;
  - Уральский электрохимический комбинат;
  - Завод «Красногвардеец»;
  - ПО «Маяк»;
  - Сибирский химический комбинат;
  - Электрохимприбор;
  - Приаргунское производственное горно-химическое объединение имени Е. П. Славского;
  - Кузнецкий орденов Ленина, Октябрьской Революции, Кутузова I-й степени, Трудового Красного Знамени металлургический комбинат;
  - Иркутский авиационный ордена Ленина, ордена Октябрьской Революции, Трудового Красного Знамени завод;
  - Ульяновский механический завод;
  - Уфимский нефтеперерабатывающий завод (ныне — Башнефть-УНПЗ);
  - Уфимский приборостроительный завод (ныне — Уфимское приборостроительное производственное объединение);
  - Дулёвский фарфоровый завод;
  - Омский орденов Ленина, Октябрьской Революции и Трудового Красного Знамени завод «Полёт»;
  - Комсомольское-на-Амуре ордена Ленина авиационное производственное объединение имени Ю. А. Гагарина;
  - Амурский судостроительный ордена Ленина, орденов Октябрьской Революции и Трудового Красного Знамени завод;
  - Научно-производственное объединение «Алмаз» имени академика А. А. Расплетина;
  - Авиационный комплекс имени С. В. Ильюшина;
  - ВНИИ авиационных материалов;
  - НПО машиностроения;
  - АО «РЕШЕТНЁВ»;
  - ВНИИЭМ;
  - Российские космические системы;
  - Юргинский машиностроительный завод;
  - Донецкий металлургический завод;
  - Сталинградский металлургический орденов Ленина, Отечественной войны и Трудового Красного Знамени завод «Красный Октябрь» (1939);
  - Коломенский тепловозостроительный орденов Ленина, Октябрьской Революции и Трудового Красного Знамени завод имени В. В. Куйбышева (1939);
  - Ордена Ленина завод «Кузбассэлектромотор», г. Кемерово;
  - Западно-Сибирский ордена Ленина металлургический завод имени 50-летия СССР, г. Новокузнецк, Кемеровская область;
  - Одесский консервный завод детского питания;
  - Сталинградский ордена Ленина завод нефтяного машиностроения имени Петрова (Волгограднефтемаш);
  - Кемеровский ордена Ленина, Трудового Красного Знамени коксохимический завод имени XVIII съезда ВКП(б);
  - Новочеркасский ордена Ленина электровозостроительный завод;
  - Ковровский орденов Ленина, Октябрьской Революции и Трудового Красного Знамени завод имени В. А. Дегтярёва (1945);
  - Луганский тепловозостроительный орденов Ленина и Октябрьской Революции завод имени Октябрьской Революции (1947);
  - Красногорский завод имени С. А. Зверева;
  - Завод имени Серго;
  - Завод № 8;
  - Завод имени М. И. Калинина;
  - Машиностроительный завод имени М. И. Калинина.
- около 180 сельскохозяйственных предприятий и организаций;
- более 300 воинских объединений, соединений, частей и учреждений (округов, дивизий, полков и т. д.), из них 207 — в годы Великая Отечественная война|Великой Отечественной войны (1941—1945 гг.)]];
  - Командование специального назначения.

- Научные институты, конструкторские бюро:
  - Центральный институт авиационного моторостроения;
  - Научно-исследовательский электромеханический институт;
- Всесоюзный ордена Ленина, ордена Трудового Красного Знамени селекционно-генетический институт (1962);
- ВНИИ экспериментальной ветеринарии имени Я. Р. Коваленко;
  - Опытное конструкторское бюро Новатор имени Люльева Л. В.;
  - ФГУП «Омское моторостроительное орденов Ленина, Октябрьской Революции и Трудового Красного Знамени объединение им. П. И. Баранова» — филиал «ОДК — Сатурн»;
- АО «Высокотехнологический научно-исследовательский институт неорганических материалов имени академика А. А. Бочвара»;
- ВНИПИЭТ;
- НИКИЭТ имени Н. А. Доллежаля;
- Центральный аэрогидродинамический институт им. проф. Н. Е. Жуковского;
- Приборостроительный завод имени К. А. Володина;
- Всероссийский научно-исследовательский институт технической физики;
- Всесоюзный научно-исследовательский институт телевидения;
- Государственный оптический институт;
- Государственный институт прикладной химии;
- Институт геохимии и аналитической химии имени В. И. Вернадского РАН;
- Институт космических исследований РАН;
- Физический институт имени П. Н. Лебедева РАН;
- Физико-технический институт имени А. Ф. Иоффе РАН;
- Математический институт имени В. А. Стеклова РАН;
- Курчатовский институт;
- ЦНИИ конструкционных материалов «Прометей».

- Общественные и спортивные организации:
  - Добровольное ордена Ленина, Краснознамённое общество содействия армии, авиации и флоту;
  - ордена Ленина Новокузнецкая городская комсомольская организация;
  - Центральный ордена Ленина спортивный клуб армии (ЦСКА);
  - Добровольное ордена Ленина спортивное общество профессиональных союзов «Спартак»;
  - Всесоюзное общество «Знание»;
  - Академия медицинских наук СССР;
  - Академия художеств СССР;
  - Академия наук Украинской ССР;
  - Академия наук Белорусской ССР;
  - Союз композиторов СССР;
  - Союз художников СССР;
  - Союз писателей СССР.

- Высшие учебные заведения, в том числе:
  - Военная ордена Ленина, Краснознамённая, ордена Суворова академия Генерального штаба Вооружённых Сил СССР имени К. Е. Ворошилова;
  - Военно-медицинская академия имени С. М. Кирова (1954);
  - Военно-морская академия имени К. Е. Ворошилова (1944);
  - Военно-воздушная академия РККА (1933);
  - Артиллерийская академия РККА имени Ф. Э. Дзержинского (1938);
  - Военная ордена Ленина академия тыла и транспорта;
  - Военная ордена Ленина, Краснознамённая академия связи имени Маршала Советского Союза С. М. Будённого;
  - Военная орденов Ленина и Октябрьской Революции, Краснознамённая академия бронетанковых войск имени Маршала Советского Союза Р. Я. Малиновского;
  - Военная орденов Ленина и Октябрьской Революции, Краснознамённая, ордена Суворова академия имени М. В. Фрунзе;
  - Военно-инженерная ордена Ленина, Краснознамённая академия имени В. В. Куйбышева;
  - Военно-политическая орденов Ленина и Октябрьской Революции, Краснознамённая академия имени В. И. Ленина
  - Высшее военно-морское училище имени М. В. Фрунзе (1939);
  - Высшее военно-морское инженерное училище имени Ф. Э. Дзержинского (1939);
  - Высшие специальные офицерские классы ВМФ;
  - Коломенское высшее артиллерийское командное училище;
  - Борисоглебское высшее военное авиационное ордена Ленина, Краснознамённое училище лётчиков имени В. П. Чкалова;
  - Качинское высшее военное авиационное ордена Ленина, Краснознамённое училище лётчиков имени А. Ф. Мясникова;
  - Ейское высшее военное авиационное ордена Ленина училище лётчиков имени дважды Героя Советского Союза лётчика-космонавта СССР В. М. Комарова;
  - Калининградское высшее инженерное ордена Ленина, Краснознамённое училище инженерных войск имени А. А. Жданова;
  - Киевское высшее зенитное ракетное инженерное ордена Ленина Краснознамённое училище имени С. М. Кирова;
  - Ленинградское высшее артиллерийское командное ордена Ленина, Краснознамённое училище имени Красного Октября;
  - Ленинградское высшее ордена Ленина, Краснознамённое училище железнодорожных войск и военных сообщений имени М. В. Фрунзе;
  - Высшие офицерские орденов Ленина и Октябрьской Революции, Краснознамённые курсы «Выстрел» имени Маршала Советского Союза Б. М. Шапошникова;
  - Тамбовское высшее военное авиационное инженерное ордена Ленина, Краснознамённое училище имени Ф. Э. Дзержинского;
  - Одесское артиллерийское училище имени М. В. Фрунзе (1944);
  - Тульское оружейно-техническое училище имени Тульского пролетариата (1944);
  - Ташкентское высшее танковое командное ордена Ленина училище имени дважды Героя Советского Союза маршала бронетанковых войск П. С. Рыбалко;
  - Московский государственный университет имени М. В. Ломоносова (1955);
  - Московское высшее техническое училище имени Н. Э. Баумана (1955);
  - Московский авиационный институт им. Серго Орджоникидзе (1945);
  - Российский национальный исследовательский медицинский университет имени Н. И. Пирогова;
  - Санкт-Петербургский государственный лесотехнический университет;
  - Ленинградский институт инженеров железнодорожного транспорта (1945);
  - Московский химико-технологический институт имени Д. И. Менделеева (1940);
  - Сельскохозяйственная академия имени К. А. Тимирязева (1940);
  - Ленинградский кораблестроительный институт (1967);
  - Воронежский государственный университет имени Ленинского комсомола (1971);
  - Академия гражданской авиации, Ленинград (1971);
  - Санкт-Петербургский государственный электротехнический университет;
  - Санкт-Петербургский горный университет;
  - Ленинградский механический институт;
  - Московский государственный педагогический институт имени В. И. Ленина (1972);
  - Школа высшей летной подготовки, Ульяновск (1973);
  - Казанский государственный университет имени В. И. Ульянова-Ленина (1979);
  - Российский университет спорта «ГЦОЛИФК»;
  - Национальный государственный университет физической культуры, спорта и здоровья имени П. Ф. Лесгафта;
  - Уфимский авиационный институт им. С. Орджоникидзе (ныне — реорганизован, и является частью уфимского университета науки и технологий).

Организации культуры:
- Московский академический художественный орденов Ленина и Трудового Красного Знамени театр имени А. М. Горького (1937);
- Государственный центральный музей современной истории России;
- Киностудия «Мосфильм»;
- Киностудия «Ленфильм»;
- Государственный музей-усадьба Л. Н. Толстого «Ясная поляна» (1978);
- Всесоюзное объединение государственных цирков «Союзгосцирк» (1969)[15];
- Государственный ордена Ленина исторический музей (г. Москва);
- Орденов Ленина, Октябрьской Революции и Трудового Красного Знамени газета «Известия» (1967);
- Орденов Ленина и Дружбы народов «Литературная газета»;
- Газета «Красная звезда»;
- Газета «Сельская жизнь»;
- Журнал «Крестьянка»;
- Журнал «Работница»;
- Коммунист;
- Журнал «Советский Союз».

А также:
- Московская ордена Ленина железная дорога (1966);
- Донецкая ордена Ленина железная дорога (1966);
- Белорусская ордена Ленина железная дорога (1971);
- Куйбышевская ордена Ленина железная дорога (1971);
- Северо-Кавказская ордена Ленина железная дорога (1974);
- Свердловская ордена Ленина железная дорога (1978);
- Одесский морской торговый порт (1966);
- Балтийское морское пароходство;
- Московский орденов Ленина и Трудового Красного Знамени метрополитен имени В. И. Ленина;
- Ленинградский ордена Ленина метрополитен имени В. И. Ленина;
- Атомный ледокол «Ленин»;
- Ленинградское ордена Ленина управление пожарной охраны ГУВД Леноблгорисполкомов (10.07.1942)[16].

### Награды международным деятелям
За выдающиеся заслуги орденом Ленина награждались деятели международного рабочего и коммунистического движения: Георгий Димитров (Болгария), Густав Гусак (Чехословакия), Янош Кадар (Венгрия), Долорес Ибаррури (Испания), Хо Ши Мин (Вьетнам), Белисарио Санчес Матеос (Испания), Фидель Кастро (Куба), Вальтер Ульбрихт (ГДР), Отто Гротеволь и другие.
Из монгольских деятелей награждены: дважды — маршал МНР Хорлогийн Чойбалсан, трижды — маршал МНР Юмжагийн Цэдэнбал, а также государственные и военные деятели, Председатель Президиума Малого Государственного Хурала Гончигийн Бумцэнд, Председатель Президиума Великого Народного Хурала Жамсрангийн Самбуу, генерал армии Батын Дорж, генерал-полковник Сандивын Равдан, генерал-полковник Буточийн Цог, герой МНР, полковник Лодонгийн Дандар, партизан Народной революции 1921 года Пунцагийн Тогтох, Генеральный секретарь ЦК МНРП Жамбын Батмунх, герой МНР, Герой Советского Союза, лётчик-космонавт Гуррагча Жугдэрдэмидийн. Дважды был награждён основатель и руководитель КНДР Ким Ир Сен.

### Другие награждённые
Высшая степень отличия СССР — звание Герой Советского Союза была учреждена 16 апреля 1934 года. Знака отличия к этому званию первоначально не предусматривалось, поэтому всем получившим это звание стал вручаться орден Ленина. После учреждения медали «Золотая Звезда» в 1939 году было решено не нарушать сложившуюся традицию, и орден Ленина автоматически продолжал выдаваться всем лицам, удостоенным звания Героя Советского Союза.
Кроме того, орден Ленина вручался Героям Социалистического труда, а также городам и крепостям, которым присвоено соответственное звание «Город-герой» или «Крепость-герой».
По состоянию на 1 ноября 1946 года произведено 63612 награждений орденом Ленина (из них звания Героя Советского Союза удостоены — 12 208 человек, Героя Социалистического Труда — 216, воинский частей, организаций и коллективов — 423).
Последним в истории СССР награждённым орденом Ленина стал водолаз, капитан III ранга Солодков Леонид Михайлович (орден № 460776) «за успешное выполнение специального задания командования и проявленные при этом мужество и героизм» (указ Президента СССР № УП-3158 от 24 декабря 1991 года).
После распада Советского Союза новых представлений на орден Ленина не производилось. Тем не менее, два случая выдачи заслуженных до 1991 года, но не полученных ранее орденов имели место в 1994 и 1996 году. С учётом этих двух наград, с момента учреждения ордена Ленина было произведено 431 418 награждений.

## Орден Ленина вфилателии

На марках СССР
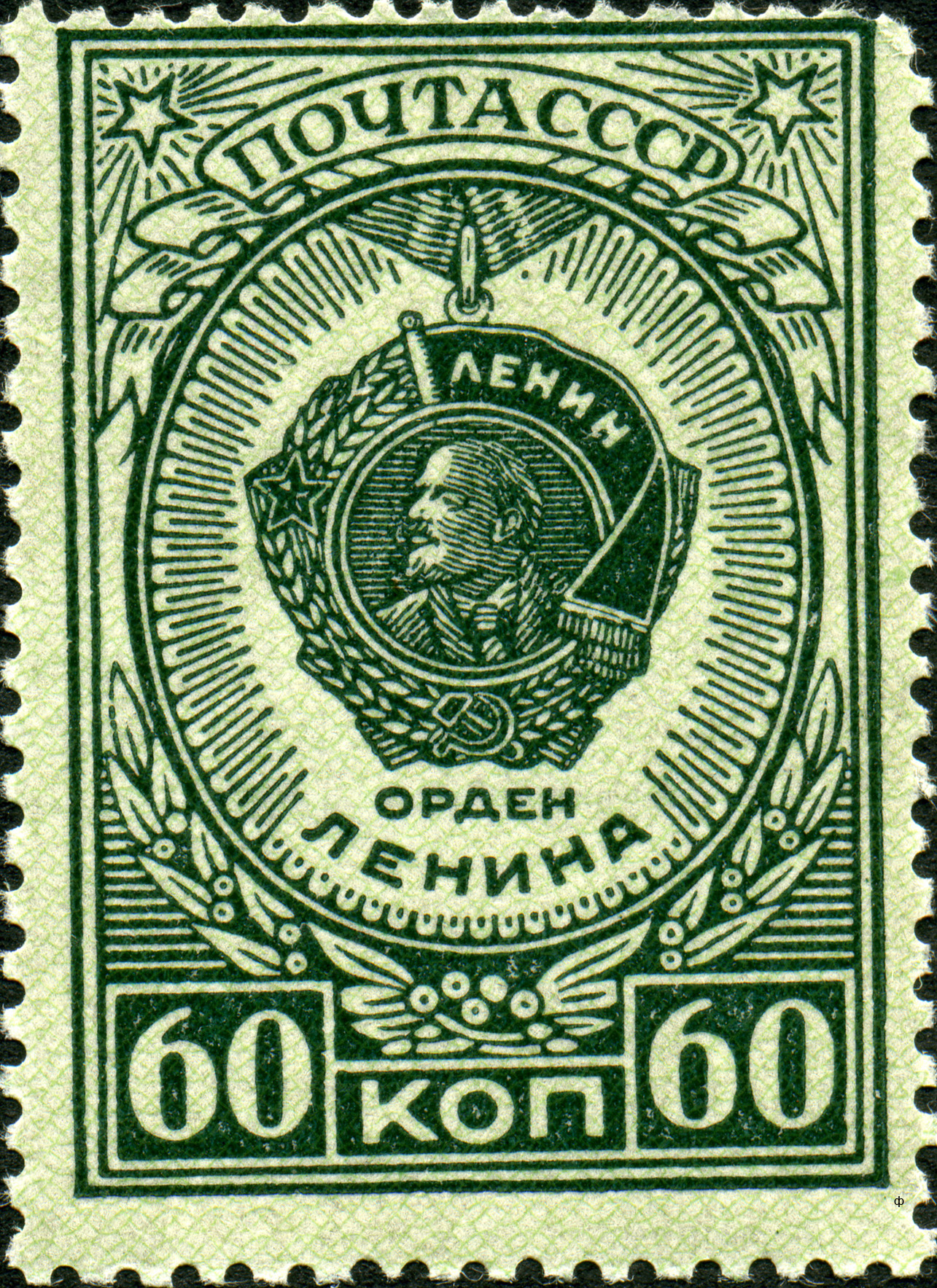
Марка СССР, 1946 год
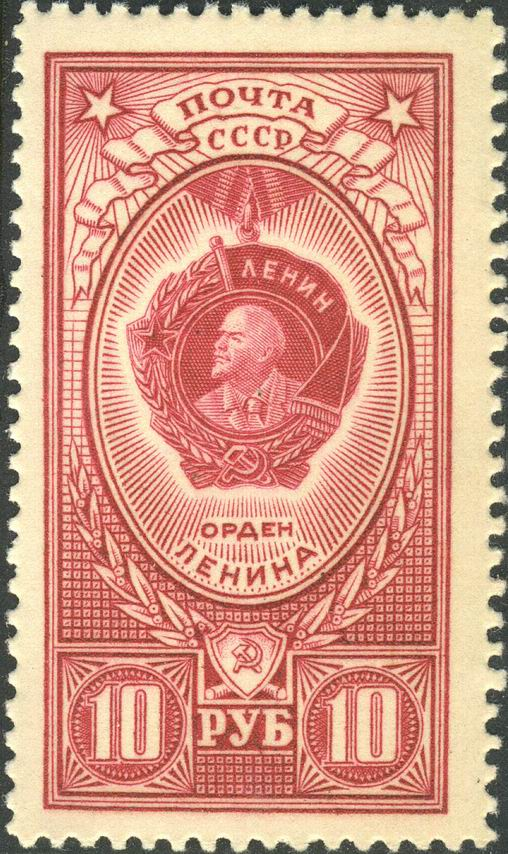
Марка СССР, 1953 год
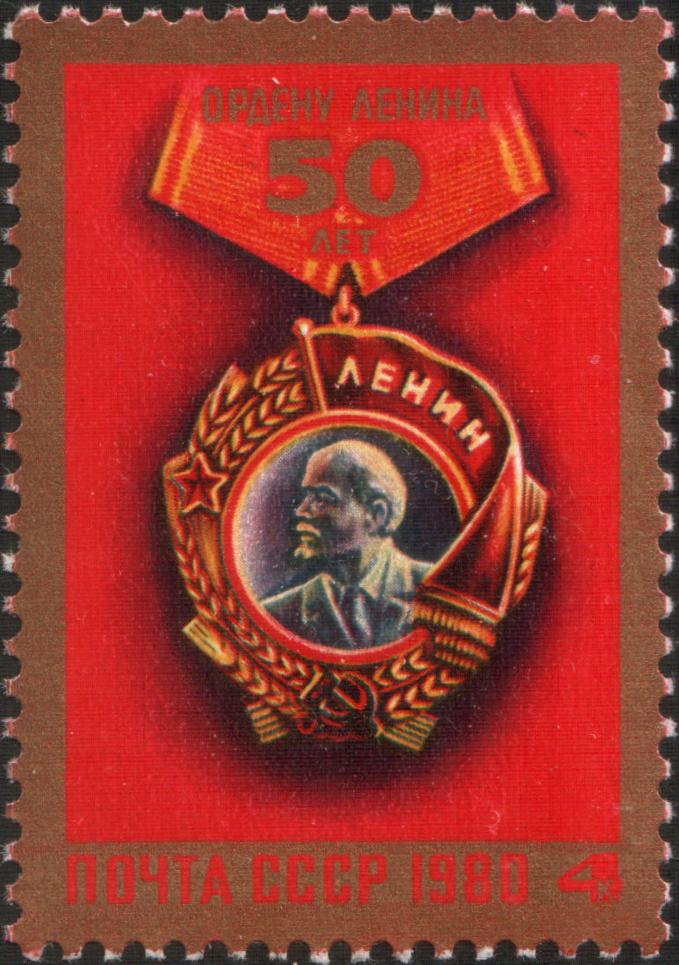
Марка СССР, 1980 год